# 非洲核果木科
非洲核果木科也叫印度假黃楊、無盤核果木，為羽柱果科，包括4属约210种，都是常绿乔木，主要分布在非洲和马来西亚的热带地区。
本科植物的叶分两列，革质，嫩叶有萝卜或胡椒的味道；花小，丛生；果实为核果。
以前本科属于大戟科下叶下珠亚科（Phyllanthoideae）的一个族—核果木族（Drypeteae），2003年根据基因亲缘关系分类的APG II 分类法将叶下珠科和本科都单独分为一个科。